# Porco Rosso
Porco Rosso (jap. Kurenai no Buta) je japanski pustolovno fantastični anime film iz 1992. Njegov redatelj je Hayao Miyazaki.

## Radnja
Italija, 1920-ih. Porco Rosso je ponati pilot i svoje prihode dobiva radom kao lova na glave te se za plaču bori protiv gusara koji napadaju brodove po Jadranskom moru. Međutim, on nije običan čovjek nego osoba koja ima glavu svinje. Njegovo pravo ime je Marco i jednom je bio cjenjeni vojni pilot, ali boreći se kao vojnik u 1. svjetskom ratu je nakon borbe u kojem pogiba njegov najbolji prijatelj kažnjen likom svinje zbog kukavićkog ponašanja. Porco je od mladosti zaljubljen u Ginu koja vodi klub za pilote negdje na obali (vjerojatno kraj Rijeke, kako se sugerira u Mangi) te koja je već imala tri supruga koja su poginula u ratu.
Fašisti su preuzeli vlast u Italiji što razočara Porca koji je humanist, no nakon što ga njegov neprijatelj, šminkerski pilot Donald Curtis, obori u letu na zahtjev gusara, je Porco prisiljen uputiti se u Milano. Kako bi popravio avion, Porco kreće u Milano kod svojeg prijatelja, mehaničara Piccola, čija unuka Fio preuzima popravak aviona. Kako su mnogi muškarci otišli naći posao, Fio i sva ženska rodbina preuzimaju rad na avionu, što prvo Porca ostavlja sumljičavog. No kada tajna policija otkrije gdje se Porco nalazi, Fio pomaže u bjegu te odluči pobjeći s njim od Talijanske policije. Kada se ona i Porco vrate na njegov tajni otok bivaju napadnuti od gusara koji žele osvetu za neuspjehe koje imaju zbog njega. No Fio ih uspije nagovoriti na okladu; ako Porco u dvoboju pobijedi Curtisa, pustit će ih, ako ne, ona će se udati za Curtisa. Porco smatra da to nije dobra ideja, ali pristane. Započinje veliki dvoboj u letu tokom kojeg Porko pokušava oboriti Curtisa bez da ga rani. Porco uspjeva pobijediti u dvoboju, ali ga odmah nakon toga napada zračna mornarica. On ostavlja Fio s Ginom i odvlači mornaricu. Film završava s Fio koja prepričava kako su se ona i Gina sprijateljile i sugerira da se Porco kasnije vratio Gini, a možda i ponovno postao čovjek.

## Glasovi
Originalni:
Shuichiro Moriyama (Porco Rosso), 
Akemi Okamura (Fio), 
Akio Otsuka (Donald Curtis), 
Tokkiko Kato (Madam Gina) 
Engleski:
Porco Rosso -  Michael Keaton
Fio -  Kimberly Williams-Paisley
Donald Curtis -  Cary Elwes
Madam Gina -  Susan Egan

## Nagrade
- Osvojena nagrada Manichi Film Concours (najbolji film, glazba).

## Kritike
Miyazakijev opus može se podijeliti na dvije kategorije - na ostvarenja za odrasle i na ostvarenja za djecu i mladež. "Porco Rosso" spada u ovu drugu kategoriju, no to ne znači da se ne radi o vještom, oštroumnom pa čak i pomalo subverzivnom komadu animea. Najzanimljivije poruke u nježnoj i pitkoj priči su one koje krititzitaju Fašizam i pojavu nacionalizma u Italiji početkom 20. stoljeća (glavni junak Porco Rosso, čovjek-svinja, jedan je od ironično najhumanijih likova koji odbija ideologiju mržnje koju servira Fašizam, dok su mnogi ostali likovi, koji su po naličju pravi ljudi, zapravo imaju vrlo neljudske stavove). U tom smislu Porcova transformacija u čovjeka-svinju nakon što je postao vojnik u 1. svjetskom ratu ima podudarnih točaka s "Metarmofozom" Franza Kafke. Simbolična radnja je usprkos tome pak vrlo vedra i ima obilje humora ali joj ipak nedostaju jasnije poante. 
"Porco Rosso" će biti jednako zanimljiv i Talijanima i Hrvatima jer se radnja odigrava na Jadranskom moru, dok se u Mangi čak i spominja da se Ginin klub nalazi u blizini grada Rijeke. Tako je kritičar Gatts na siteu Animeacademy.com u svojoj recenziji napisao: "Od svih Miyazakijevih ostvarenja, Porco Rosso je s lakoćom moj favorit. Taj film je kombinacija zanimljivh likova i fantastične prezentacije. Lako je biti skeptičan oko filma čiji je protagonist pilot-svinja, ali svaki anime obožavatelj zaslužuje vidjeti ovaj film" dok je Kain komentirao: "Lik Porca Rossa je simbol za praktički svakog sredovječnog čovjeka i vrlo je zanimljiva studija; njegov bijedni, gorki pogled na život pomaže filmu dati nepredvidljivu koru. No, zašto svinja? Njegova misteriozna, frustrirajuća prošlost puna izgubljenih prijatelja i neuzvraćene ljubavi mu je oduzelo svaku iluziju o njemu i humanosti, te je tako postao svinja kako bi pobjegao od nevolja". 
Raphael See je na siteu THEM anime.org također hvalio film: "Porco Rosso" bi mogao biti najpodcijenjeniji Miyazakijev anime film do ovog trenutka. Tu ima dobre pustolovine, naravno, ali u srcu film se gleda manje kao akcijski film a više kao lagana psihološka studija o konceptu lojalnosti, dobrote i ljubavi...ovo je jedan anime koji će postajati sve bolji i bolji što ćete ga više gledati".

## Vanjske poveznice
- Porco Rosso u internetskoj bazi filmova IMDb-a
- Animeacademy.com
- Porco Rosso na Nausicaa.net
- THEM anime recenzija
- Rottentomatoes.com